# Famille Bánó
 (juillet 2024).
La famille Bánó (tapolylucskai és kükemezei Bánó en hongrois) est une ancienne famille noble hongroise. Originaire du comté de Sáros, elle remonte au XIIe siècle.

## Histoire
La famille remonte à Wysobur dont le fils Germanus (Gyármán) est ambassadeur de Béla IV de Hongrie (1235–1270) en Galicie. Seigneur de Komlós, il est l'ancêtre des familles Bánó, Kálnássy, Kükemezey, dienesfalvi Gyármán et nádfői Bagos, dont certaines sont éteintes. Il était également seigneur de Nádfő, Prócs (Istvánfalva), Dénesfalva (Dienesfalva), Pósfalu, Dukafalu, Zsálmány (Salamonfalu), Kükemező, Lucska, Kálnás, Cservelyes et Kanyarék. Ferdinand Ier du Saint-Empire confirme en 1560 la possession des domaines ancestraux aux familles Bánó et Kükemezey.
Don de blason le 18 août 1576 et de terres de la part d'Étienne Báthory, roi de Pologne, à György Bánó pour services rendus, aussi bien en Transylvanie qu'à la cour de Cracovie.

## Personnalités
- János I. Bánó (XVe siècle), alispán (vice comte-suprême) de Sáros.
- János III. Bánó († 1566), alispán, reçoit en 1562 un don de terre de la part de Ferdinand Ier du Saint-Empire. Il est tué avec son frère Boldizsár Bánó († 1566) lors de la bataille de Szigetvár contre l'armée ottomane de Soliman le Magnifique.
- Mihály III. Bánó est cité en 1634 et en 1637 comme combattant vaillamment aux côtés des Polonais contre les Russes.
- György Bánó (1680°) combat avec deux autres membres de sa famille dans la guerre d'Indépendance de Rákóczi aux côtés de ce dernier.
- Gábor Bánó (1776–1846), homme de science, biologiste, il lègue une bibliothèque de plusieurs milliers d'ouvrages au collège luthérien d'Eperjes.
- Miklós Bánó (1818–1877), homme de loi, propriétaire, il participe à la révolution hongroise de 1848 aux côtés du général Josef Bem puis deviendra parlementaire. Époux d'Albertiná Dessewffy, nièce du général Arisztid Dessewffy.
- József Bánó (1824–1910), révolutionnaire, co-alispán du comté de Sáros puis parlementaire, président de la Société Historique Hongroise (Magyar Történelmi Társulat (hu)), il fit don en 1865 d'une grande partie de ses biens au Musée national hongrois. Époux (1846) de la baronne Teréziá Jeszenszky.
- Jenő Bánó (1855–1927), voyageur, il est aux États-Unis en 1899 puis s'installe au Mexique où il établit des plantations. Membre de la Société Académique d'Histoire Internationale (située à Paris), il fut consul général de Hongrie au Mexique (1903) puis en Égypte (1910). Récipiendaire de la Médaille d'or académique, il termine sa vie en Espagne. Fils du précédent.
- László Bánó (1857–1944), ingénieur mécanique, industriel, dignité de Conseiller Principal du Gouvernement (kormányfőtanácsosi) en 1926. Frère du précédent.
- vitéz Lehel Bánó (1880-1945), colonel de hussards, membre de l'état-major, banquier.
- Zoltán Bánó (1855°), chambellan KuK, conseiller au ministère de la Guerre, chevalier de l'Ordre impérial de Léopold.
- Aladár Bánó (1867-1943), greffier du comté de Sáros. Frère du précédent.
- Miklós Bánó (1873-1915), chambellan KuK (cs. és kir. kamarás), frère des précédents.
- Iván Bánnó (1859-1945), chef de la police d'Eperjes et de Bártfa, son fils, Iván Bánnó (1888-1961), fut parlementaire et est, avec sa femme, à l'origine de la famille Bánó-Kacskovics.
- Imre Bánó (1874-1911), capitaine de hussard (huszárkapitány).
- vitéz Lehel Bánnó (1905–1964), architecte et joueur de tennis professionnel (champion de Hongrie), il fut également botaniste. Une partie de ses travaux se trouvent au Musée hongrois des sciences naturelles.
- vitéz Kálmán Bánó (1877-1945), lieutenant-général de l'armée royale hongroise, capitaine de l'Ordre de Vitéz (Vitézi Rend törzskapitánya). Père du suivant.
- Árpád Bánó (1906–1982), capitaine général des gardes du corps (testőrkapitány) du régent Miklós Horthy.
- József Bánó (1915°), docteur en sciences économiques (Dr rer. pol.). Frère du précédent.